# 香港地球之友
香港地球之友 (Friends of the Earth (HK)) 於1983年成立為慈善團體，是香港主要的環境保護團體之一。旨在透過推動政府、企業和公眾，共建可持續發展的環保政策、營商方式和生活形態，以保護香港及地區的環境為目標。該會自負盈虧，無政府資助，有賴企業機構和善長仁翁的捐助、團體及個別義工的親身參與和支持。
香港地球之友的董事局成員，職工和會員均以提高廣大民眾的環保意識、增強其對環境和生態問題的關注和善用各類資源為己任。香港地球之友現有超過一萬名個人會員。然而，香港地球之友並非地球之友 (國際)成員。

## 活動項目
近年主要的運動項目，包括促請超市捐贈賣剩食物，設立「救食平台 - 食物回收捐助聯盟」 （页面存档备份，存于）促請企業捐贈食物，並透過聯盟成員再分發予有需要人士、推廣珍惜食物的一系列「惜飲惜食」教育活動；關注郵輪污染、路邊空氣污染等空氣污染議題、關注廢物問題如源頭減廢、促請政府完善回收設施方考慮擴建推填區、「生產者責任運動」、以及關注光污染議題的「夠照」、「凍感之都 -- 舉報城市雪房運動」、「綠野先鋒」植樹計劃、和「常哦行動」等項目。
香港地球之友自2006年起舉行「知慳惜電」節能比賽 （页面存档备份，存于），推動全城慳電節能，至2012年己一共為香港節省超過1億4千度電。
除了各項讓市民與企業參加的活動，香港地球之友亦有政策倡議，例如關注空氣污染上，他們曾向申訴專員投訴環保署失職，遲遲沒有修改空氣質素指標的承諾，引起公眾關注。

## 相關
- 香港地球之友官方網址 （页面存档备份，存于）